# Accident de decompresie
Accidentele de decompresie sunt accidentele datorate efectelor biofizice ale presiunii și sunt specifice atât scafandrilor autonomi ce folosesc aparat autonom de respirat sub apă, cât și scafandrilor profesioniști alimentați de la suprafață, respirând aer comprimat sau un alt amestec respirator. Accidentele de decompresie sunt cele mai frecvente accidente de scufundare.

## Introducere
În timpul scufundării, la coborârea scafandrului către adâncime, apare fenomenul de dizolvare a azotului în țesuturi și în lichidele interstițiale. Dizolvarea azotului este cu atât mai importantă cu cât presiunea (adâncimea) este mai mare. 
În timpul urcării la suprafață, scafandrul trebuie să respecte programul de ridicare impus de tabelele de decompresie. Urmând programul de decompresie cerut de tabelul de decompresie potrivit, azotul dizolvat în organism se va elimina din țesuturi și, prin intermediul sângelui va fi trimis către plămâni fiind apoi evacuat prin procesul respirației. Eliminarea azotului din țesuturi se face astfel fără apariția de bule periculoase și riscul apariției de accidente de decompresie.
Atunci când nu se respectă palierele impuse de tabelul de decompresie și scafandrul urcă la suprafață prea repede, azotul dizolvat se degajă dând naștere la bule de gaz, al cărui număr este cu atât mai mare cu cât ridicarea este mai rapidă. Aceste bule conduc la apariția accidentelor de decompresie. 
Accidentele de decompresie apar în 50% din cazuri în cursul primelor 30 de minute de după ieșirea scafandrului din apă și 95% în cursul primelor 3 ore de după ieșirea din apă. 
Accidentul de decompresie poate să apară și după un timp mai lung, de până la 24 de ore de la sfârșitul scufundării.
Accidentele de decompresie pot fi împărțite în mai multe grupe: 
- accidente cutanate;
- accidente osteo-artro-musculare (benduri);
- accidente neurologice;
- accidente cu manifestări ORL (vestibulare);
- tulburări respiratorii.

### Accidente cutanate
Accidentele cutanate apar datorită eliminarii bulelor de azot prin piele și se manifestă prin senzații de mâncărimi ale pielii și diverse erupții. Acest tip de accidente, deși întâlnit și la scafandrii autonomi, este specific muncitorilor chesonieri și scafandrilor care execută scufundări în mediu uscat (în chesoane sau în barocamere) la adâncimi mai mari de 60 m. 
Senzațiile de mâncărime au o intensitate variabilă, localizându-se în general la nivelul membrelor superioare, toracelui și abdomenului.

### Accidente osteo-artro-musculare (benduri)
Termenul de „bend”, „grecian bends” sau „bends” a fost introdus în anul 1894 de Smith pentru a defini durerile de la nivelul articulațiilor care dădeau o atitudine curbată muncitorilor chesonieri, care la aceea vreme erau în majoritate greci. 

#### Simptome
Bendurile se manifestă prin dureri progresive localizate la nivelul uneia sau a mai multor articulații (genunchi, umăr, cot).
Articulațiile cele mai atinse sunt: umerii, coatele, încheieturile mâinilor, genunchii, șoldurile și încheieturile labelor.
Bendurile ușoare netratate pot evolua spre osteoartrită sau osteonecroză, în timp ce formele mai grave pot genera paralizii și chiar moartea. Continuarea scufundărilor după un bend netratat sau tratat necorespunzător poate recidiva accidental, putând antrena infirmități de lungă durată.

### Accidente neurologice
Accidentele neurologice sunt dintre cele mai grave accidente de decompresie și sunt legate de nerespectarea palierelor de decompresie. 
Aceste accidente apar la un interval de timp scurt după ieșirea scafandrului din apă.

#### Simptome
Simptomele caracteristice apar în primele minute după revenirea la presiunea atmosferică:
- indispoziție generală, oboseală intensă, neliniște, impresia unei sincope iminente;
- dureri între omoplați sau în centură;
- furnicături în membrele inferioare;
- imposibilitatea de a se ține în picioare;
- tulburări vezicale: imposibiliatea de a urina.

### Accidente cu manifestări ORL (vestibulare)
Sunt accidente de decompresie care afectează sistemul vestibular la nivelul urechii interne.

#### Simptome
Scafandrul prezintă amețeli mai mult sau mai puțin violente și asociate cu stări de vomă și mai rar, chiar surditate. Acest accident se mai numește și „rău de adâncime”. 

### Tulburări respiratorii
Accidentele de decompresie cu tulburări respiratorii survin prin degajarea de bule în capilarele țesutului pulmonar. Degajarea gazului sub formă de bule creează o blocpnee și apariția de reflexe inhibitorii ale respirației.

#### Simptome
Accidentele pulmonare datorate unei decompresii defectuoase se manifestă sub formă de dispnee (dificultate respiratorie) și tuse seacă, acompaniate de o cianoză (învinețire) a extremităților și a buzelor.
Scafandrul pare atins de un edem pulmonar acut sau de un infarct pulmonar. El este în stare de șoc, iar situația lui critică impune un tratament sever și cât mai rapid. 

## Prevenirea accidentelor de decompresie
Prevenirea accidentelor de decompresie constă în principal din respectarea unor reguli și recomandări utile pentru reducerea la minimum a posibilităților de apariție a unor eventuale accidente de decompresie,cum ar fi:
- alegerea corespunzătoare a programului de decompresie;
- respectarea cu rigurozitate a palierelor impuse de tabelul de decompresie în timpul ridicării la suprafață;
- respectarea principiilor de igienă și dietă recomandate de practica scufundării;
- analiza atentă și în detaliu a activității ce urmează a fi efectuată sub apă;
- executarea unui repaus de 3 minute înainte de începerea decompresiei (ridicării către suprafață), și efectuarea câtorva respirații forțate (hiperpnee);
- folosirea acelor tabele de decompresie care dau scafandrilor cea mai mare încredere; (tabelele de decompresie cu aer LH - 82) elaborate de Laboratorul Hiperbar de pe lângă Centrul de Scafandri Constanța sunt testate și verificate în scufundările din România. Tabelele de decompresie elaborate de marina militară franceză, americană sau engleză, sunt ultraspecializate, adresate numai scafandrilor profesioniști testați și urmăresc obținerea unor randamente ale scufundării mai ridicate;
- dacă este posibil, prelungirea timpului de staționare la palierul de 6 m și/sau 3 m cu 5 minute;
- când scafandrul aflat sub apă simte apariția oboselii sau un început de „gâfâială”, va opri imediat activitatea și își va regla ritmul respirator;
- pentru scufundări care nu necesită paliere de decompresie (scufundări sub curba de securitate), se recomandă executarea unui palier de 3 până la 5 minute la adâncimea de 3 m;
- respectarea vitezei de urcare de 9 m/min;
- in cazul lipsei unui computer de scufundare,care indica viteza de urcare la suprafata,nu se va depasi viteza de ascensiune al celor mai mici bule rezultate dupa fiecare expirare !
- după revenirea la suprafața apei (la presiunea atmosferică), se va evita orice efort fizic.

## Profilaxia accidentelor de decompresie
Profilaxia se referă la aplicarea unor programe profilactice (tabele specializate) specifice, fără a se mai aștepta apariția simptomelor caracteristice accidentelor de decompresie.
Programele profilactice se aplică în situațiile în care, din diferite motive, scafandrul a revenit la suprafață (la presiunea atmosferică) după efectuarea unei decompresii mai rapide decât cea impusă de tabelul de decompresie:
- cazuri de ieșire a scafandrului în dificultate,
- revenirea la suprafață s-a realizat foarte rapid,
- viteză de urcare superioară vitezei indicate,
- decompresie excesiv de rapidă,
- decompresie cu paliere scurtate.

Programele profilactice se mai aplică și atunci când nu se dispune de o barocameră la locul scufundării, iar timpul de deplasare la cea mai apropiată locație a unei barocamere este prea lung pentru a se interveni corespunzător.
Programele profilactice, pot fi aplicate fie în apă prin reimersare imediată, fie în barocamere monoloc sau multiloc prin recompresie imediată și trebuie începute cât mai repede posibil, în maximum 3 minute de la revenirea scafandrului la suprafață.
Programele profilactice constau în reimersarea scafandrului în apă la o anumită adâncime sau în recomprimarea lui în barocameră la o presiune corespunzătoare adâncimii de reimersare, urmată de un program de decompresie specializat conform unor tabele profilactice.
Programele de profilaxie pentru evitarea apariției unor accidente de decompresie, se aplică în mai multe situații cum ar fi: 
- adâncimea de scufundare și durata scufundării nu necesită paliere de decompresie (scufundare sub curba de securitate). Revenirea la suprafață s-a realizat foarte rapid.
- adâncimea de scufundare și durata scufundării au necesitat revenirea la suprafață cu paliere de decompresie. Adâncimea de scufundare nu a fost mai mare de 24 m. S-a executat o decompresie excesiv de rapidă.
- adâncimea de scufundare și durata scufundării au necesitat revenirea la suprafață cu paliere de decompresie. Adâncimea de scufundare a fost cuprinsă între 25 m și 42 m. S-a executat o decompresie excesiv de rapidă.
- adâncimea de scufundare și durata scufundării au necesitat revenirea la suprafață cu paliere de decompresie. Adâncimea de scufundare a fost cuprinsă între 43 m și 60 m. S-a executat o decompresie excesiv de rapidă.
- adâncimea de scufundare și durata scufundării au necesitat revenirea la suprafață cu paliere de decompresie. Decompresia s-a executat cu paliere scurtate fie din lipsă de aer, fie din motive tehnice. 
  - revenire bruscă la suprafață, de la un palier mai mic de 6 m.
  - revenire bruscă la suprafață, de la palierul de 6 m sau 3 m.

## Tratamentul accidentelor de decompresie

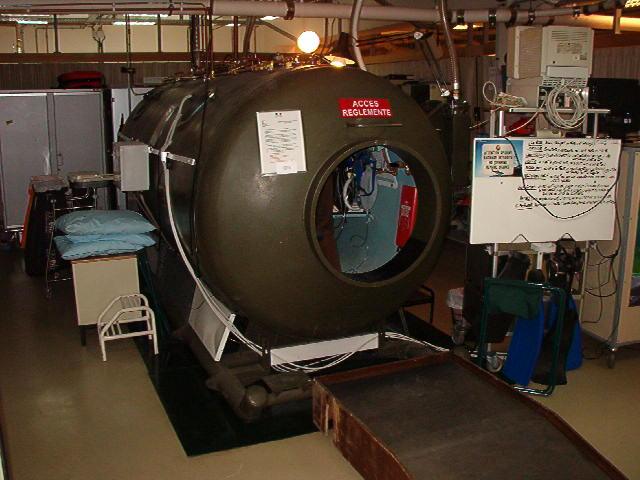
Barocameră pentru tratamentul accidentelor de decompresie

Tratamentul accidentelor de decompresie se referă la situațiile în care accidentele de decompresie s-au declanșat, iar scafandrul începe să resimtă simptomele acestora. 
Tratamentul accidentelor de decompresie este efectuat într-o barocameră specială pentru tratament și se efectuează folosind tabele terapeutice specializate pentru recompresia și decompresia unui scafandru ce a suferit un accident de decompresie, în funcție de tipul accidentului. Tabelele terapeutice sunt însoțite de indicații privind punerea corectă a diagnosticului, modul de folosire, medicamentele ce trebuie administrate scafandrului accidentat, proceduri de urgență.
În România, la Centrul de scafandri din Constanța, sunt aprobate și utilizate tabelele Cx (12, 18C, 18L, 30 și 50E) elaborate de firma Comex S.A. (Compagnie Maritime d'Expertise) din Franța.
Toate accidentele de decompresie au un caracter de urgență și trebuie tratate în unități specializate, care dispun de barocamere sub supravegherea unor medici specialiști în medicină hiperbară.
În cazul în care un scafandru a suferit un accident de scufundare ce necesită transportarea lui de urgență cu un elicopter la un centru hiperbar specializat în tratarea accidentului, trebuie avut grijă ca timpul de deplasare să fie de maximum o oră, iar altitudinea să nu depășească 900 m, pentru a nu agrava accidentul.
Dacă activitatea de scufundare se desfășoară la adâncimi mai mari de 12 m, se recomandă prezența, în imediata apropiere a unei barocamere monoloc sau multiloc pregătită pentru o eventuală presurizare a scafandrului.